# Romulea gigantea
Romulea gigantea är en irisväxtart som beskrevs av Augusto Béguinot. Romulea gigantea ingår i släktet Romulea och familjen irisväxter. Inga underarter finns listade i Catalogue of Life.